# Abraham Ortelius
Abraham Ortelius (/ɔːrˈtiːliəs/; cũng viết là Ortels, Orthellius, Wortels; 15 tháng 4 năm 1527 - 28 tháng 6 năm 1598) là một nhà vẽ bản đồ và nhà địa lý học người Hà Lan, thường được công nhận là người tạo ra tấm bản đồ hiện đại đầu tiên, Theatrum Orbis Terrarum (Theatre of the World). Ortelius thường được coi là một trong những người sáng lập trường bản đồ học Hà Lan và là một trong những nhân vật đáng chú ý nhất trong thời kỳ hoàng kim của Hà Lan (khoảng những năm 1570-những năm 1670). Việc xuất bản atlas của ông vào năm 1570 thường được coi là sự khởi đầu chính thức của ngành bản đồ học trong Thời kì hoàng kim của Hà Lan. Ông cũng được cho là người đầu tiên chú ý và cho rằng các lục địa đã được nối với nhau trước khi trôi dạt tách rời đến vị trí hiện tại của chúng.
Google Doodle ngày 20 tháng 5 năm 2018, được công nhận là nỗ lực của Ortelius, đặc biệt là Theatrum Orbis Terrarum.

## Tiểu sử
Ortelius sinh ra vào  14 tháng 4  [lịch cũ  4 tháng 4] năm  1527  tại thành phố Antwerp, lúc đó ở Habsburg Hà Lan (Bỉ ngày nay). Gia đình Orthellius có nguồn gốc từ Augsburg, một thành phố tự do của Đế chế La Mã thần thánh. Năm 1535, gia đình đã bị nghi ngờ theo đạo Tin lành. Sau cái chết của cha Ortelius, chú của ông là Jacobus van Meteren đã trở về từ nơi lưu vong tôn giáo ở Anh để chăm sóc Ortelius. Abraham vẫn gần gũi với anh em họ Emanuel van Meteren người sau này sẽ chuyển đến London. Năm 1575, ông được bổ nhiệm làm nhà địa lý học cho nhà vua Tây Ban Nha, Philip II, theo đề nghị của Arias Montanus, người đã chứng minh cho chính thống của mình.
Ông đã đi đến nhiều nơi ở Châu Âu, và đặc biệt được biết là đã đi khắp Mười bảy tỉnh; ở miền nam, miền tây, miền bắc và miền đông nước Đức (ví dụ: 1560, 1575-1576); Pháp (1559, 151560); Anh và Ireland (1576) và Ý (1578, và có lẽ hai lần hoặc ba lần trong khoảng từ 1550 đến 1558).
Bắt đầu là một thợ khắc bản đồ, năm 1547, ông vào Phường hội Saint Luke ở Antwerp với tư cách là người minh họa bản đồ. Ông đã bổ sung thu thập của mình vào sách, bản in và bản đồ, và hành trình của ông bao gồm các chuyến thăm hàng năm đến hội chợ sách và Frankfurt nơi ông gặp Gerardus Mercator vào năm 1554. Vào năm 1560, tuy nhiên, khi đi cùng Mercator đến Trier, Lorraine, và Poitiers, dường như ông đã bị thu hút, phần lớn là do ảnh hưởng của Mercator, đối với sự nghiệp của một nhà địa lý khoa học.
Ông qua đời ở Antwerp.